# Montolieu
Montolieu  (en occitan Montoliu ) est une commune française, située dans le nord-ouest du département de l'Aude en région Occitanie et connue pour être un Village du livre.
Sur le plan historique et culturel, la commune fait partie de la Montagne Noire, un massif montagneux constituant le rebord méridional du Massif central. Exposée à un climat méditerranéen, elle est drainée par la Dure, la Rougeanne, le ruisseau du Pesquier et par divers autres petits cours d'eau. La commune possède un patrimoine naturel remarquable : un site Natura 2000 (la « vallée du Lampy ») et cinq zones naturelles d'intérêt écologique, faunistique et floristique.
Montolieu est une commune rurale qui compte 829 habitants en 2022, après avoir connu un pic de population de 1 758 habitants en 1836. Elle fait partie de l'aire d'attraction de Carcassonne. Ses habitants sont appelés les Montolivains ou  Montolivaines.
Le patrimoine architectural de la commune comprend trois  immeubles protégés au titre des monuments historiques : l'église Saint-André, classée en 1972, la croix, inscrite en 1948, et la Manufacture royale, inscrite en 2004.

## Géographie
Commune de l'aire urbaine de Carcassonne.
En terre d'Aude, situé entre Toulouse et la Méditerranée, au point de rencontre de deux climats, sur les pentes sud de la Montagne Noire, le Cabardès est une zone de transition entre l'est et l'ouest.

### Communes limitrophes
Les communes limitrophes sont  Alzonne, Aragon, Brousses-et-Villaret, Fraisse-Cabardès, Moussoulens, Saint-Denis, Saint-Martin-le-Vieil et Saissac.
| Saissac               | Saint-Denis | Brousses-et-Villaret, Fraisse-Cabardès |
| Saint-Martin-le-Vieil | Montolieu   | Aragon                                 |
| Alzonne               | Moussoulens | Ventenac-Cabardès (par un quadripoint) |

### Hydrographie
La commune est dans la région hydrographique « Côtiers méditerranéens », au sein du bassin hydrographique Rhône-Méditerranée-Corse. Elle est drainée par la Dure, la Rougeanne, le ruisseau du Pesquier, la Vernassonnelle, le ruisseau de Guitard, le ruisseau de la Combe, le ruisseau de la Dussaude, le ruisseau de la Goutine, le ruisseau de la Lause et le ruisseau des Noyers, qui constituent un réseau hydrographique de 27 km de longueur totale,.
La Dure, d'une longueur totale de 26,9 km, prend sa source dans la commune de Laprade et s'écoule vers le sud. Elle traverse la commune et se jette dans la Rougeanne sur le territoire communal, après avoir traversé 8 communes.
La Rougeanne, d'une longueur totale de 33,5 km, prend sa source dans la commune d'Escoussens et s'écoule vers le sud. Elle traverse la commune et se jette dans le Fresquel à Pezens, après avoir traversé 10 communes.

### Climat
Pour des articles plus généraux, voir Climat de l'Occitanie et Climat de l'Aude.
En 2010, le climat de la commune est de type climat du Bassin du Sud-Ouest, selon une étude s'appuyant sur une série de données couvrant la période 1971-2000. En 2020, Météo-France publie une typologie des climats de la France métropolitaine dans laquelle la commune est exposée à un climat océanique altéré et est dans la région climatique Aquitaine, Gascogne, caractérisée par une pluviométrie abondante au printemps, modérée en automne, un faible ensoleillement au printemps, un été chaud (19,5 °C), des vents faibles, des brouillards fréquents en automne et en hiver et des orages fréquents en été (15 à 20 jours).
Pour la période 1971-2000, la température annuelle moyenne est de 13,6 °C, avec  une amplitude thermique annuelle de 15,8 °C. Le cumul annuel moyen de précipitations est de 699 mm, avec 9,2 jours de précipitations en janvier et 4,7 jours en juillet. Pour la période 1991-2020 la température moyenne annuelle observée sur la station météorologique la plus proche, située sur la commune de Ventenac-Cabardès à 7 km à vol d'oiseau, est de 14,4 °C et le cumul annuel moyen de précipitations est de 774,1 mm,. Pour l'avenir, les paramètres climatiques de la commune estimés pour 2050 selon différents scénarios d’émission de gaz à effet de serre sont consultables sur un site dédié publié par Météo-France en novembre 2022.

### Milieux naturels et biodiversité

#### Réseau Natura 2000

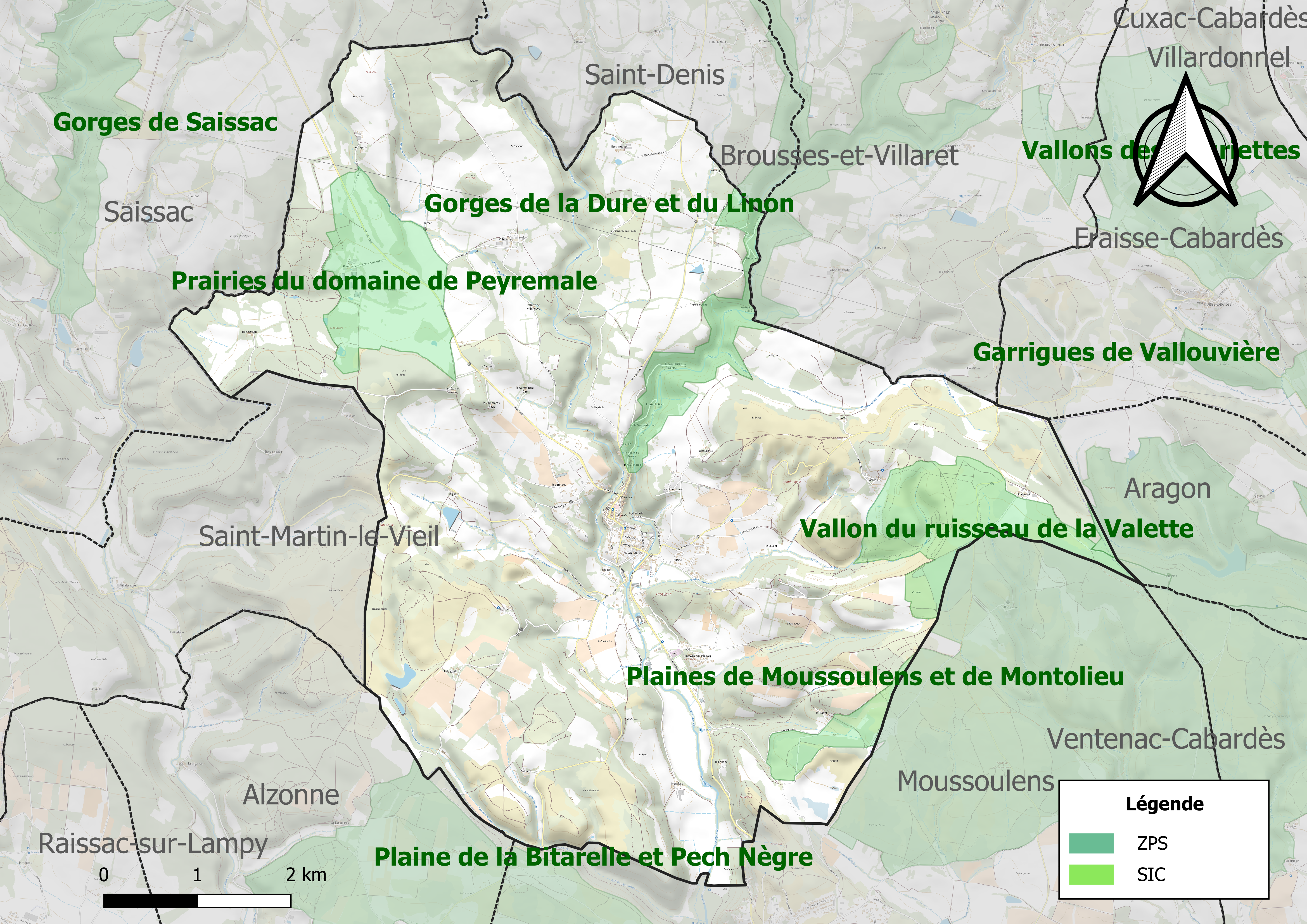
Site Natura 2000 sur le territoire communal.

Le réseau Natura 2000 est un réseau écologique européen de sites naturels d'intérêt écologique élaboré à partir des directives habitats et oiseaux, constitué de zones spéciales de conservation (ZSC) et de zones de protection spéciale (ZPS).
Un site Natura 2000 a été défini sur la commune au titre de la directive habitats : la « vallée du Lampy », d'une superficie de 9 555 ha, avec la Vernassonne, deux cours d'eau de régime méditerranéen. La qualité de l'eau permet à ces cours d'eau d'abriter une faune piscicole riche et variée, parmi laquelle plusieurs espèces d'intérêt communautaire : le barbeau méridional, la bouvière et la lamproie de Planer.

#### Zones naturelles d'intérêt écologique, faunistique et floristique
L’inventaire des zones naturelles d'intérêt écologique, faunistique et floristique (ZNIEFF) a pour objectif de réaliser une couverture des zones les plus intéressantes sur le plan écologique, essentiellement dans la perspective d’améliorer la connaissance du patrimoine naturel national et de fournir aux différents décideurs un outil d’aide à la prise en compte de l’environnement dans l’aménagement du territoire.
Trois ZNIEFF de type 1 sont recensées sur la commune :
- les « gorges de la Dure et du Linon » (205 ha), couvrant 3 communes du département[17] ;
- les « plaines de Moussoulens et de Montolieu » (1 041 ha), couvrant 4 communes du département[18] ;
- les « prairies du domaine de Peyremale » (106 ha)[19] ;

et deux ZNIEFF de type 2, : 
- les « causses du piémont de la Montagne Noire » (8 830 ha), couvrant 20 communes du département[20] ;
- la « montagne Noire occidentale » (24 257 ha), couvrant 26 communes dont 25 dans l'Aude et 1 dans le Tarn[21].

Carte des ZNIEFF de type 1 et 2 à Montolieu.
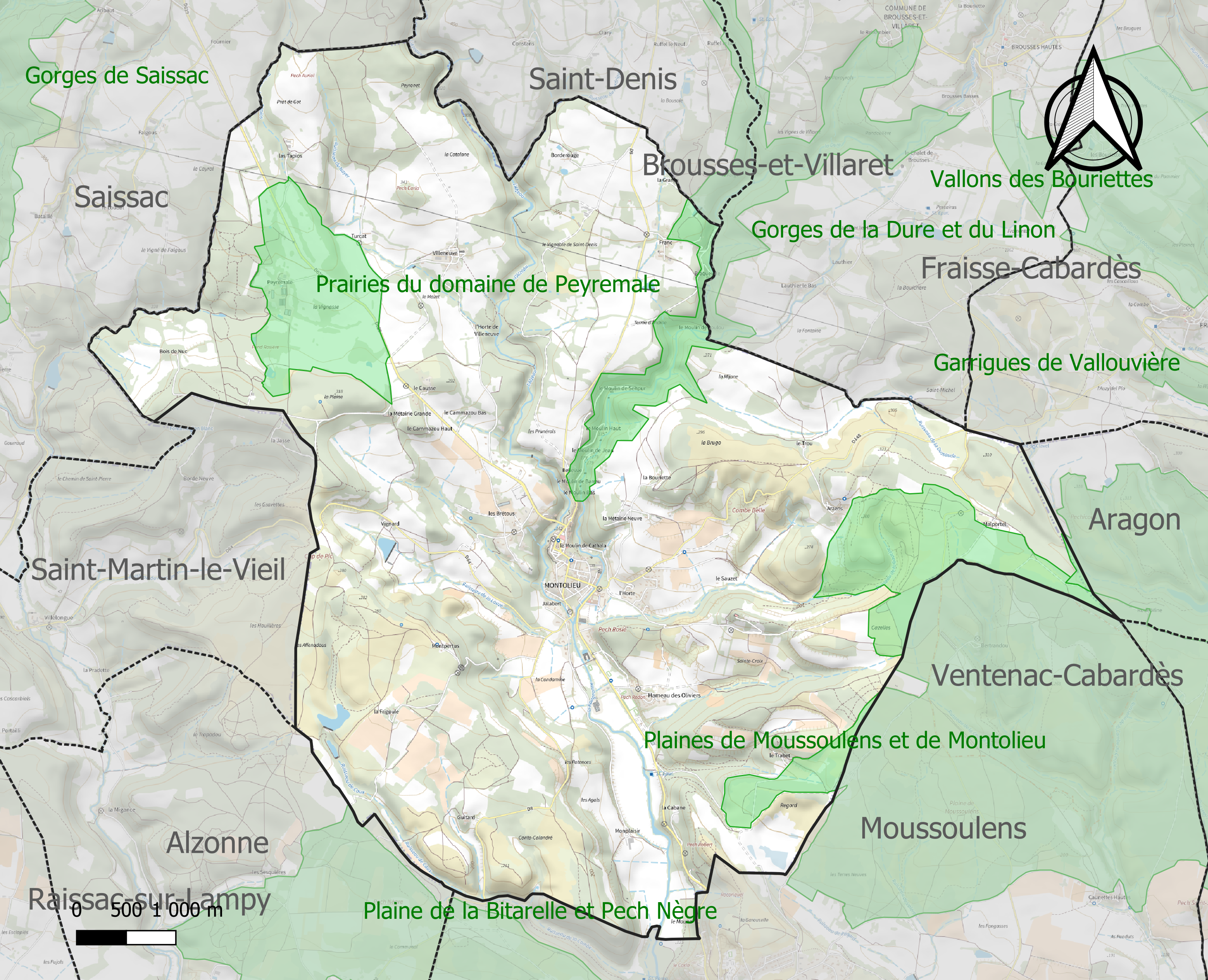
Carte des ZNIEFF de type 1 sur la commune.
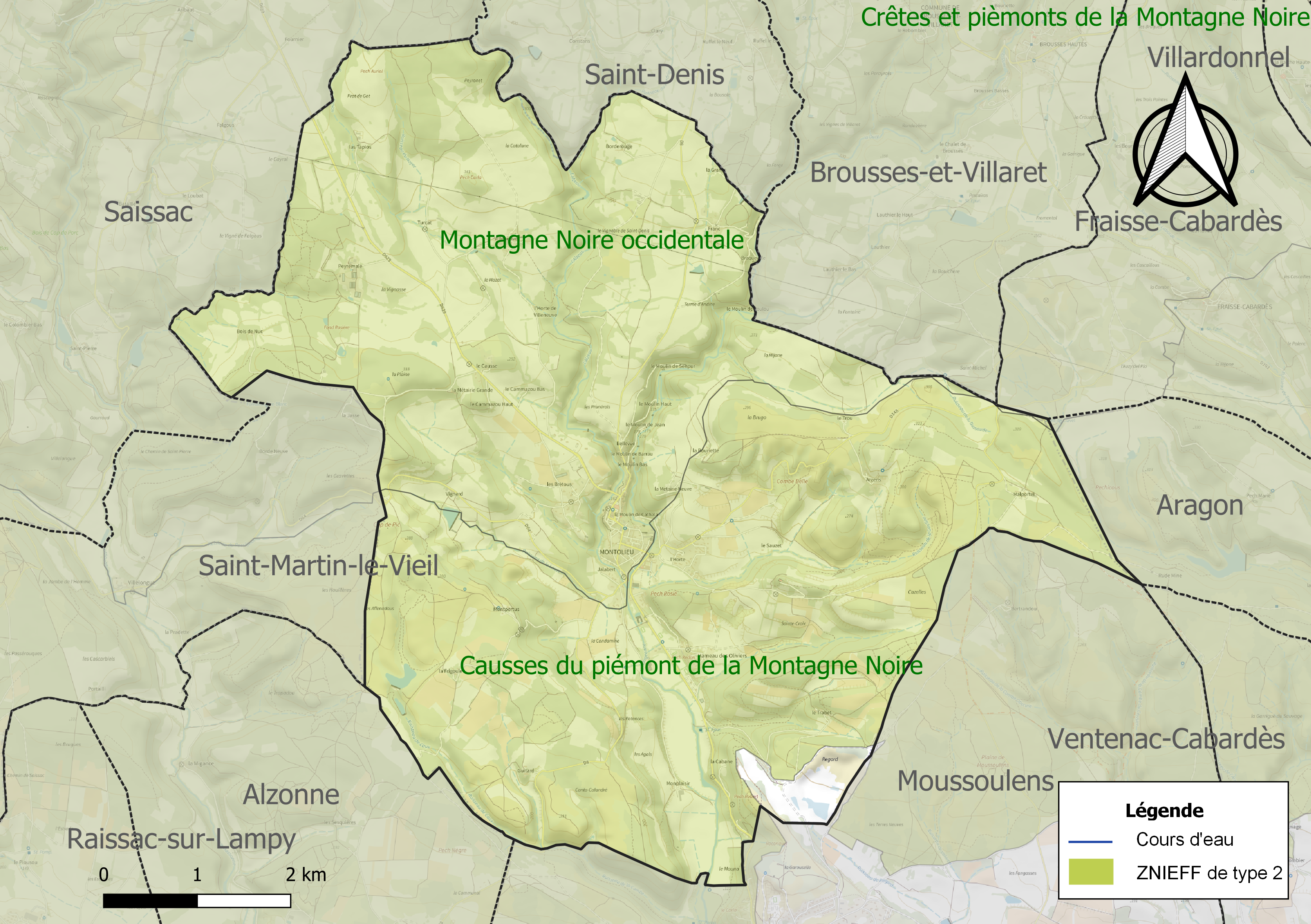
Carte des ZNIEFF de type 2 sur la commune.

## Urbanisme

### Typologie
Au 1er janvier 2024, Montolieu est catégorisée commune rurale à habitat dispersé, selon la nouvelle grille communale de densité à 7 niveaux définie par l'Insee en 2022.
Elle est située hors unité urbaine. Par ailleurs la commune fait partie de l'aire d'attraction de Carcassonne, dont elle est une commune de la couronne,. Cette aire, qui regroupe 115 communes, est catégorisée dans les aires de 50 000 à moins de 200 000 habitants,.

### Occupation des sols
L'occupation des sols de la commune, telle qu'elle ressort de la base de données européenne d’occupation biophysique des sols Corine Land Cover (CLC), est marquée par l'importance des territoires agricoles (53,2 % en 2018), une proportion sensiblement équivalente à celle de 1990 (53,8 %). La répartition détaillée en 2018 est la suivante : 
forêts (35,3 %), zones agricoles hétérogènes (27,6 %), terres arables (16,8 %), milieux à végétation arbustive et/ou herbacée (9,6 %), prairies (8,8 %), zones urbanisées (1,1 %), mines, décharges et chantiers (0,9 %). L'évolution de l’occupation des sols de la commune et de ses infrastructures peut être observée sur les différentes représentations cartographiques du territoire : la carte de Cassini (XVIIIe siècle), la carte d'état-major (1820-1866) et les cartes ou photos aériennes de l'IGN pour la période actuelle (1950 à aujourd'hui).

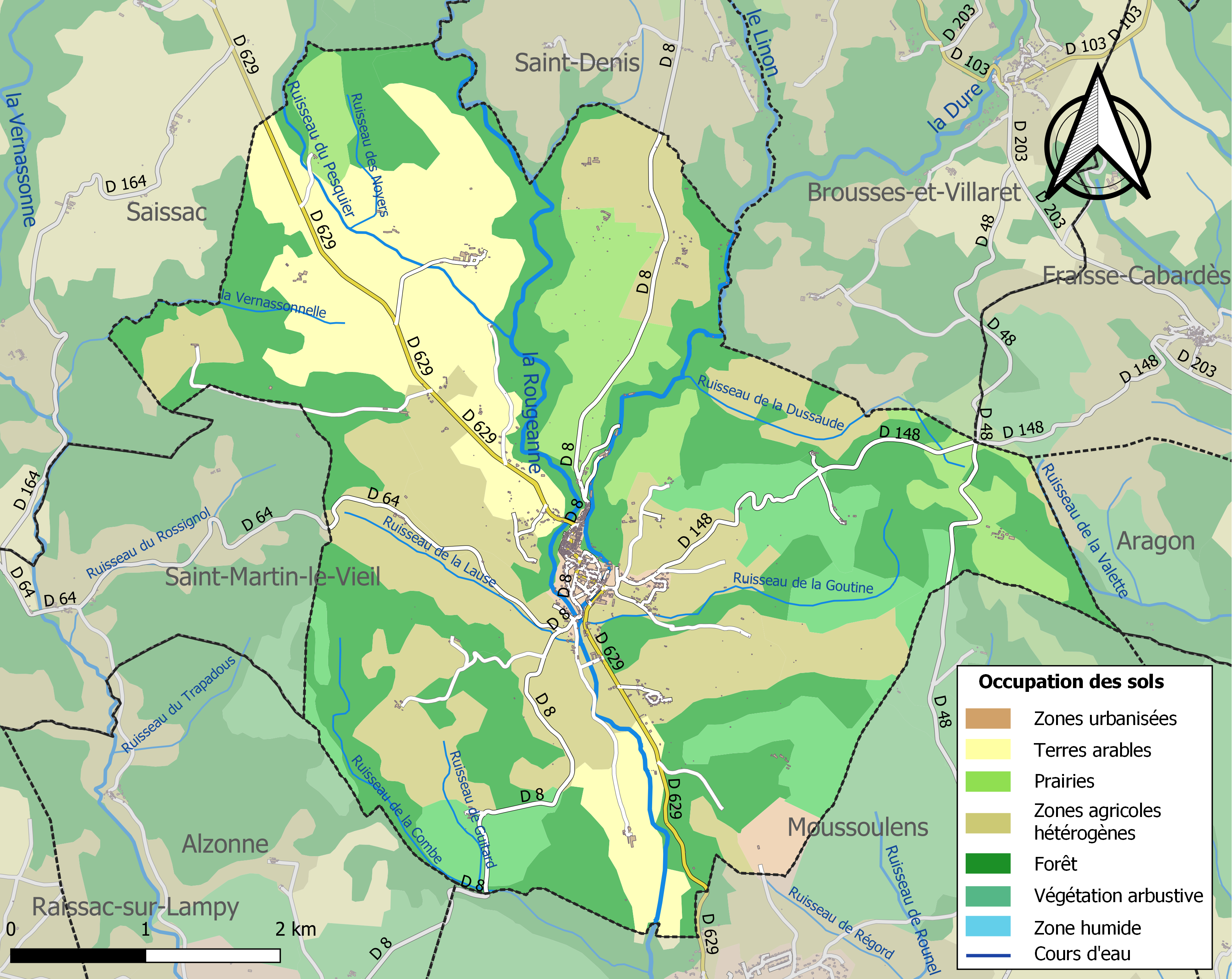
Carte des infrastructures et de l'occupation des sols de la commune en 2018 (CLC).

### Risques majeurs
Le territoire de la commune de Montolieu est vulnérable à différents aléas naturels : météorologiques (tempête, orage, neige, grand froid, canicule ou sécheresse), inondations, feux de forêts et séisme (sismicité très faible). Il est également exposé à un risque technologique, la rupture d'un barrage, et à un risque particulier : le risque de radon. Un site publié par le BRGM permet d'évaluer simplement et rapidement les risques d'un bien localisé soit par son adresse soit par le numéro de sa parcelle.

#### Risques naturels
Certaines parties du territoire communal sont susceptibles d’être affectées par le risque d’inondation par débordement de cours d'eau, notamment la Dure et la Rougeanne. La commune a été reconnue en état de catastrophe naturelle au titre des dommages causés par les inondations et coulées de boue survenues en 1982, 1992, 1999, 2009, 2013, 2018, 2020 et 2021,.

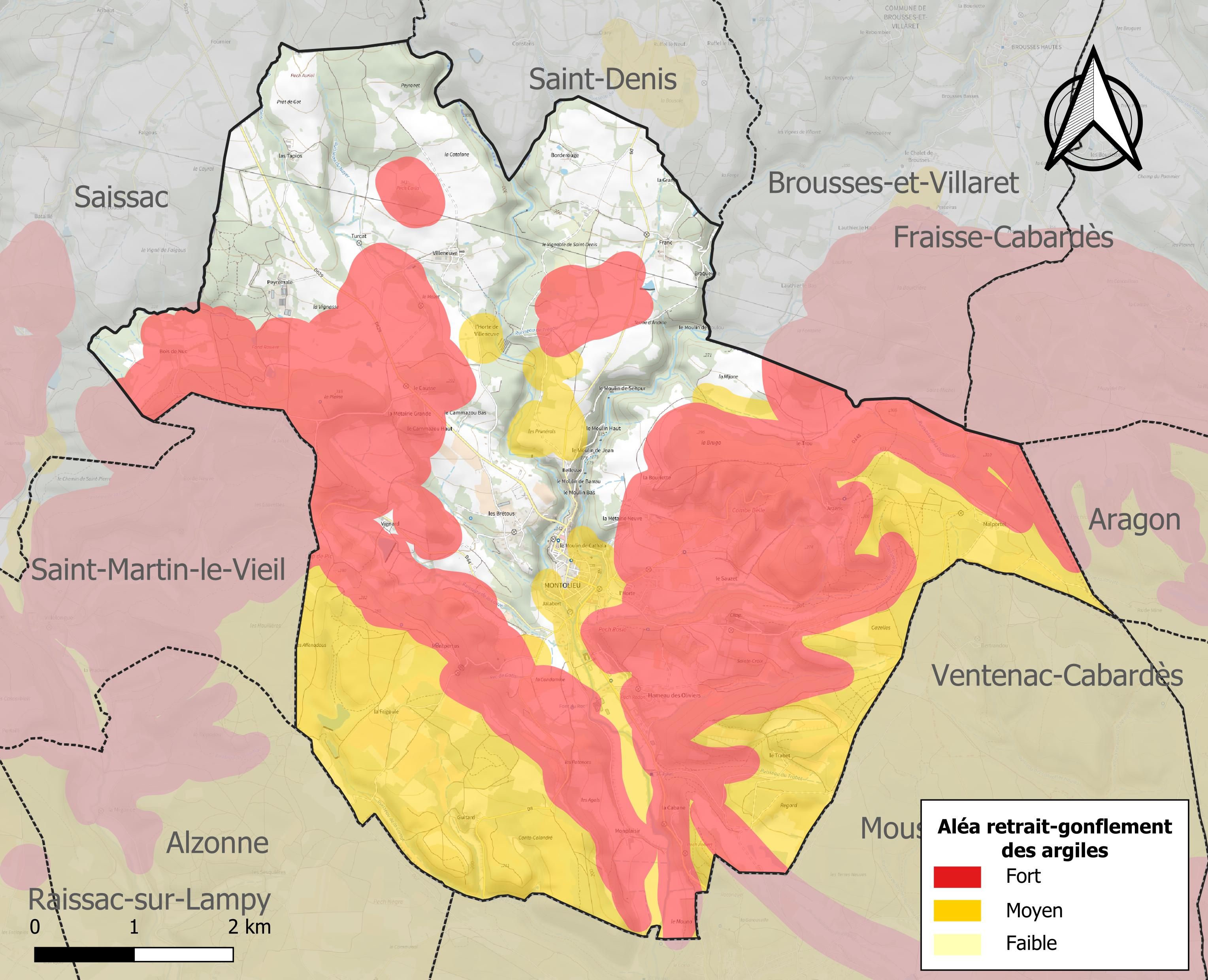
Carte des zones d'aléa retrait-gonflement des sols argileux de Montolieu.

Le retrait-gonflement des sols argileux est susceptible d'engendrer des dommages importants aux bâtiments en cas d’alternance de périodes de sécheresse et de pluie. 69,8 % de la superficie communale est en aléa moyen ou fort (75,2 % au niveau départemental et 48,5 % au niveau national). Sur les 521 bâtiments dénombrés sur la commune en 2019, 238 sont en aléa moyen ou fort, soit 46 %, à comparer aux 94 % au niveau départemental et 54 % au niveau national. Une cartographie de l'exposition du territoire national au retrait gonflement des sols argileux est disponible sur le site du BRGM,.
Concernant les mouvements de terrains, la commune a été reconnue en état de catastrophe naturelle au titre des dommages causés par la sécheresse en 2016 et par des mouvements de terrain en 2018.

#### Risques technologiques
La commune est en outre située en aval du barrage de Laprade, de classe A, mis en eau en 1984, d’une hauteur de 30,9 mètres et retenant un volume de 8,8 millions de mètres cubes. À ce titre elle est susceptible d’être touchée par l’onde de submersion consécutive à la rupture de cet ouvrage.

#### Risque particulier
Dans plusieurs parties du territoire national, le radon, accumulé dans certains logements ou autres locaux, peut constituer une source significative d’exposition de la population aux rayonnements ionisants. Certaines communes du département sont concernées par le risque radon à un niveau plus ou moins élevé. Selon la classification de 2018, la commune de Montolieu est classée en zone 3, à savoir zone à potentiel radon significatif.

## Histoire

### Préhistoire et Antiquité
Des vestiges préhistoriques sont présents sur la commune : le menhir de Guittard, et la remarquable pierre à cupules et à croix gravées, que l'on peut voir dans le village, sur la façade d'une boutique au 23 de la rue Nationale, en face de la rue qui monte vers l'église Saint-André. Elle est en calcaire coquillé et fut découverte après l'enlèvement du crépi de la bâtisse. Il s'agit d'un réemploi, elle a été basculée pour être intégrée dans le bas du mur du commerce. D'autres pierres à cupules sont visibles sur la commune, vers le château de Villeneuve ou la ferme de Peyremale.
Divers sites et débris antiques ont pu être trouvés aux environs du village : fragments d'amphores, tessons de poteries, éléments en bronze.. De grands amas de scories métalliques, au bas de la butte Saint-Roch, peuvent en partie remonter à la période gallo-romaine.

### Moyen Âge
L’abbaye bénédictine Saint-Jean-Baptiste est fondée vers 800 par l'abbé Olémond, sur la terre de Valseguier, qui deviendra Monte-Oulieu en 1146.
En 1215, un abbé fut nommé pour régler les troubles importants liés à la croisade contre les Albigeois. La population s’insurge cependant régulièrement contre les contributions monastiques jugées abusives et les contraintes diverses exercées sur elle.
Le quartier de Valsiguier a fait l'objet d'une étude par l'Amicale laïque de Carcassonne avant des travaux d'aménagement municipaux. L'équipe a mis au jour un mobilier archéologique abondant datant du dernier tiers du XIIIe siècle et du premier tiers du XIVe siècle. Selon l'hypothèse de l'archéologue Marie-Élise Gardel, il s'agirait du faubourg détruit en 1243 pour punir la population ralliée à la cause du fils du vicomte de Trencavel lors de la révolte de 1240-1242.

### Temps modernes
L’abbaye entre dans la congrégation de Saint-Maur en 1649.

### Révolution et Empire
Montolieu fut chef-lieu de canton durant la Révolution.
Les moines durent quitter les lieux le 25 mai 1790 et l'abbatiale fut démolie. Les lazaristes firent l'acquisition de l'abbaye en 1826, et y ouvrirent un collège, racheté en 1869 par les filles de la Charité, qui en firent une maison de retraite.

### Époque contemporaine
En 1939, un camp d’internement y est ouvert pour accueillir les réfugiés espagnols de la Retirada, fuyant la dictature franquiste.
À l'initiative de Michel Braibant, relieur, Montolieu est, depuis 1990, connu comme Village du livre avec une quinzaine de librairies de livres anciens, neufs ou d'occasion et le Musée des Arts et Métiers du Livre,.

## Politique et administration
| Période                                  | Période  | Identité         | Étiquette | Qualité |
| ---------------------------------------- | -------- | ---------------- | --------- | ------- |
| 1974                                     | 1981     | Paul Roger       |           |         |
| 1981                                     | 1989     | Simon Lautier    |           |         |
| mars 1989                                | 1995     | Claude Courrière | PS        |         |
| juin 1995                                | 2008     | Max Delperier    |           |         |
| mars 2008                                | 2014     | Édouard Ricard   |           |         |
| mars 2014                                | En cours | Bernard Lauret   |           |         |
| Les données manquantes sont à compléter. |          |                  |           |         |

## Démographie
| 1793  | 1800  | 1806  | 1821  | 1831  | 1836  | 1841  | 1846  | 1851  |
| ----- | ----- | ----- | ----- | ----- | ----- | ----- | ----- | ----- |
| 1 410 | 1 421 | 1 457 | 1 644 | 1 727 | 1 758 | 1 650 | 1 529 | 1 575 |

| 1856  | 1861  | 1866  | 1872  | 1876  | 1881  | 1886  | 1891  | 1896  |
| ----- | ----- | ----- | ----- | ----- | ----- | ----- | ----- | ----- |
| 1 481 | 1 402 | 1 508 | 1 528 | 1 468 | 1 414 | 1 411 | 1 407 | 1 458 |

| 1901  | 1906  | 1911  | 1921  | 1926  | 1931  | 1936  | 1946  | 1954 |
| ----- | ----- | ----- | ----- | ----- | ----- | ----- | ----- | ---- |
| 1 480 | 1 465 | 1 260 | 1 070 | 1 032 | 1 064 | 1 035 | 1 016 | 986  |

| 1962 | 1968 | 1975 | 1982 | 1990 | 1999 | 2006 | 2008 | 2013 |
| ---- | ---- | ---- | ---- | ---- | ---- | ---- | ---- | ---- |
| 899  | 896  | 837  | 852  | 807  | 786  | 763  | 757  | 854  |

| 2018 | 2022 | - | - | - | - | - | - | - |
| ---- | ---- | - | - | - | - | - | - | - |
| 837  | 829  | - | - | - | - | - | - | - |

## Économie

### Revenus
En 2018  (données Insee publiées en septembre 2021), la commune compte 354 ménages fiscaux, regroupant 698 personnes. La médiane du revenu disponible par unité de consommation est de 19 540 € (19 240 € dans le département).

### Emploi
| Division       | 2008   | 2013   | 2018   |
| -------------- | ------ | ------ | ------ |
| Commune        | 5,4 %  | 10,8 % | 8,9 %  |
| Département    | 10,2 % | 12,8 % | 12,6 % |
| France entière | 8,3 %  | 10 %   | 10 %   |

En 2018, la population âgée de 15 à 64 ans s'élève à 406 personnes, parmi lesquelles on compte 77,8 % d'actifs (69 % ayant un emploi et 8,9 % de chômeurs) et 22,2 % d'inactifs,. Depuis 2008, le taux de chômage communal (au sens du recensement) des 15-64 ans est inférieur à celui de la France et du département.
La commune fait partie de la couronne de l'aire d'attraction de Carcassonne, du fait qu'au moins 15 % des actifs travaillent dans le pôle,. Elle compte 207 emplois en 2018, contre 195 en 2013 et 180 en 2008. Le nombre d'actifs ayant un emploi résidant dans la commune est de 287, soit un indicateur de concentration d'emploi de 72,3 % et un taux d'activité parmi les 15 ans ou plus de 44,8 %.
Sur ces 287 actifs de 15 ans ou plus ayant un emploi, 121 travaillent dans la commune, soit 42 % des habitants. Pour se rendre au travail, 74,2 % des habitants utilisent un véhicule personnel ou de fonction à quatre roues, 0,7 % les transports en commun, 11,8 % s'y rendent en deux-roues, à vélo ou à pied et 13,2 % n'ont pas besoin de transport (travail au domicile).

### Activités hors agriculture

#### Secteurs d'activités
100 établissements sont implantés  à Montolieu au 31 décembre 2019. Le tableau ci-dessous en détaille le nombre par secteur d'activité et compare les ratios avec ceux du département,.
| Secteur d'activité                                                                                        | Commune | Commune | Département |
| Secteur d'activité                                                                                        | Nombre  | %       | %           |
| --- | ------- | ------- | ----------- |
| Ensemble                                                                                                  | 100     |         |             |
| Industrie manufacturière, industries extractives et autres                                                | 7       | 7 %     | (8,8 %)     |
| Construction                                                                                              | 10      | 10 %    | (14 %)      |
| Commerce de gros et de détail, transports, hébergement et restauration                                    | 48      | 48 %    | (32,3 %)    |
| Information et communication                                                                              | 3       | 3 %     | (1,6 %)     |
| Activités immobilières                                                                                    | 2       | 2 %     | (5,2 %)     |
| Activités spécialisées, scientifiques et techniques et activités de services administratifs et de soutien | 12      | 12 %    | (13,3 %)    |
| Administration publique, enseignement, santé humaine et action sociale                                    | 10      | 10 %    | (13,2 %)    |
| Autres activités de services                                                                              | 8       | 8 %     | (8,8 %)     |

Le secteur du commerce de gros et de détail, des transports, de l'hébergement et de la restauration est prépondérant sur la commune puisqu'il représente 48 % du nombre total d'établissements de la commune (48 sur les 100 entreprises implantées  à Montolieu), contre 32,3 % au niveau départemental.

#### Entreprises
Les deux entreprises ayant leur siège social sur le territoire communal qui génèrent le plus de chiffre d'affaires en 2020 sont : 
- Echo-Vert Sud, commerce de gros (commerce interentreprises) de fournitures et équipements industriels divers (212 k€)
- EURL Asensio Eric, travaux d'installation d'équipements thermiques et de climatisation (159 k€)

### Agriculture
La commune est dans le Lauragais, une petite région agricole occupant le nord-ouest du département de l'Aude,. En 2020, l'orientation technico-économique de l'agriculture  sur la commune est la polyculture et/ou le polyélevage.
|               | 1988  | 2000 | 2010 | 2020 |
| ------------- | ----- | ---- | ---- | ---- |
| Exploitations | 51    | 20   | 17   | 19   |
| SAU (ha)      | 1 339 | 1089 | 960  | 936  |

Le nombre d'exploitations agricoles en activité et ayant leur siège dans la commune est passé de 51 lors du recensement agricole de 1988  à 20 en 2000 puis à 17 en 2010 et enfin à 19 en 2020, soit une baisse de 63 % en 32 ans. Le même mouvement est observé à l'échelle du département qui a perdu pendant cette période 60 % de ses exploitations,. La surface agricole utilisée sur la commune a également diminué, passant de 1 339 ha en 1988 à 936 ha en 2020. Parallèlement la surface agricole utilisée moyenne par exploitation a augmenté, passant de 26 à 49 ha.

## Culture et festivités
Montolieu accueille de nombreux artistes et galeries d'exposition. Six événements majeurs viennent ponctuer la saison touristique :
- Salon du livre ancien et d'occasion, trois jours pendant le weekend de Pâques[44].
- Journées Mondiales de l'art, trois jours dont le 15 avril[45].
- Salon du Livre des Auteurs indépendants, dernier weekend de juin
- Festival Pages de jazz, troisième weekend de juillet[46].
- Festival d'art contemporain "Aude Aux Arts", début août[47].
- Festival de la bande dessinée de Montolieu, dernier weekend d'octobre[48].

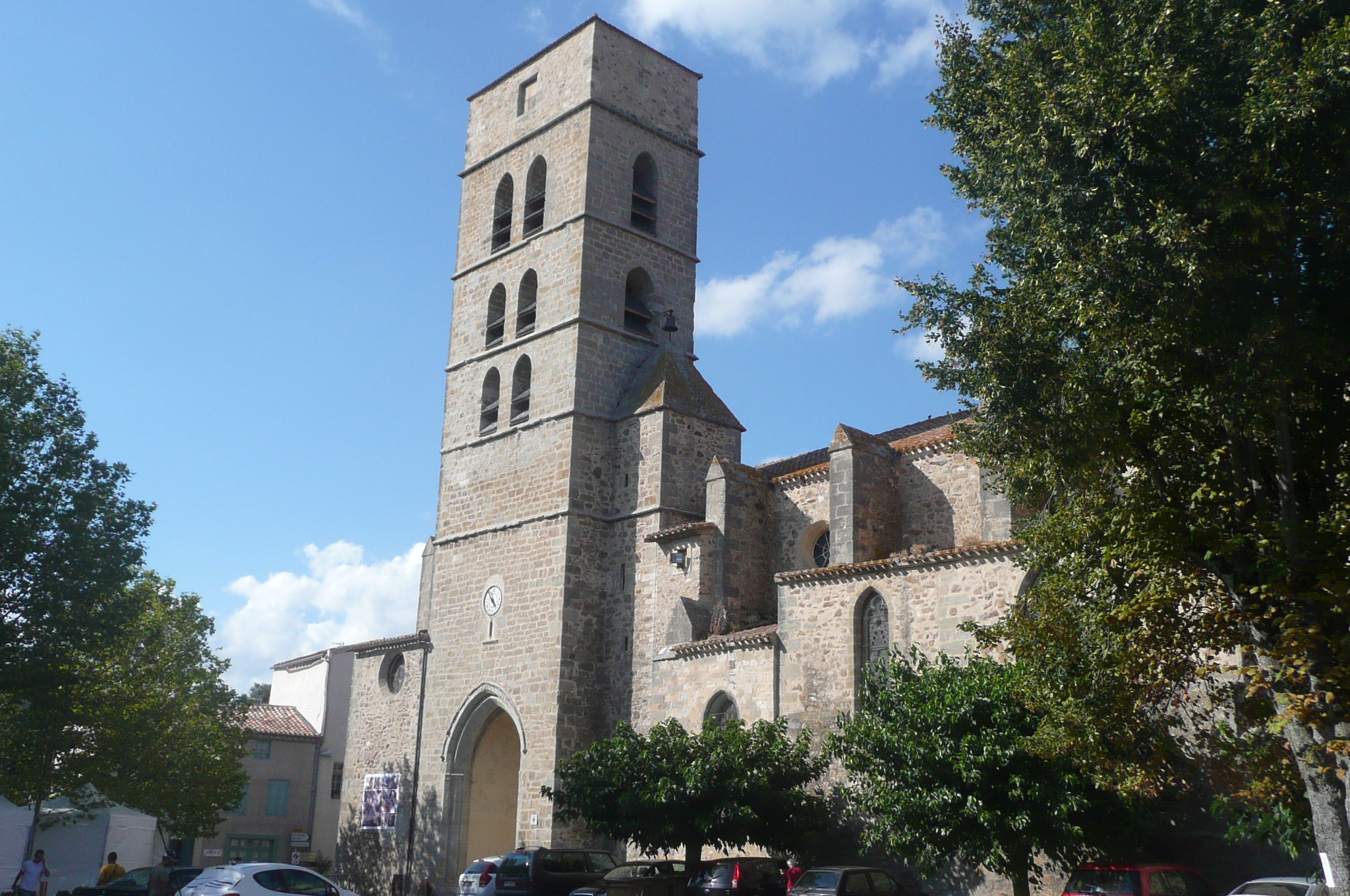
Église Saint-André de Montolieu

## Culture locale et patrimoine

### Lieux et monuments
- Église Saint-André de Montolieu. L'édifice a été classé au titre des monuments historiques en 1972[49];
- Chapelle Saint-Roch de Montolieu;
- Église Saint-Jean-Baptiste de Montolieu;
- Ancienne Manufacture royale de Montolieu;
- Croix de Montolieu inscrite au titre des monuments historiques depuis 1948[50] ;
- Collection Cérès Franco ;
- Musée de l'Imprimerie

### Personnalités liées à la commune
- Anna Gavalda (1970), écrivaine, possédait une maison de vacances à Montolieu[réf. nécessaire].
- Reed Brody (1953), avocat américain, ancien substitut du procureur de New-York, vit à Montolieu.
- Serge Pey (1950), poète, possédait une maison à Montolieu, où il a présenté plusieurs fois des performances.
- Patrick Süskind (1949), écrivain, auteur du roman à succès Le Parfum et de la pièce de théâtre La Contrebasse, possède une maison à Montolieu.
- Kevin Ayers (1944-2013), musicien de rock anglais, y résidait rue de la Mairie, où il décéda.
- Barry Flanagan (1941-2009), sculpteur, possédait un appartement au « Centre de Sculpture » à Montolieu.
- William Cliff (1940), poète, a composé « La Sainte Famille » après un séjour à Montolieu.
- Jean-Claude Pirotte (1939-2014), écrivain et poète, a fait un long séjour à Montolieu.
- Raymond Courrière (1932-2006), notaire, président du conseiller général de l'Aude, sénateur de l'Aude, ministre. Il vécut à Montolieu où il reçut François Mitterrand en 1979[51].
- Jean Guéhenno (1890-1978), académicien français, dont l'épouse était originaire de Montolieu, y séjourna souvent. Le foyer porte son nom.
- Paul Lacombe (1837-1927), compositeur, possédait le « domaine de la Forge » sur la route de Saint-Denis.
- Jean Louis Gros (1767-1824), général des armées de la République et de l'Empire, y est né.
- Dominique-Vincent Ramel-Nogaret (1760-1829), ministre des Finances de 1796 à 1799, est né à Montolieu. Une rue de la commune porte son nom.
- Louis Bastoul (1753-1801), général des armées de la République, né à Montolieu, mort des suites des blessures reçues à la bataille de Hohenlinden à Münic.
- Hugues Roger (1293-1363), cardinal, neveu du pape Clément VI, lui même élu pape en 1362. Il refusa cette charge et se retira en l'abbaye de Montolieu où il mourut le 21 octobre 1363.

### Héraldique
| Montolieu | Son blasonnement est : Parti d'azur à trois fleurs de lys d'or, et de gueules à une crosse abbatiale d'or également, à un arbre d'argent mouvant de la pointe et brochant sur le parti. |